# Kapitan (Združeno kraljestvo)
Kapitan (izvirno angleško Captain; okrajšava: Capt) je višji vojaški čin v Kraljevi vojni mornarici. 
Kapitan je nadrejen kapitanu fregate (Commander) in podrejen komodorju (Commodore). V skladu z Natovim standardom STANAG 2116 čin nosi oznako OF-5. Enakovredna čina v Oboroženih silah Združenega kraljestva sta: polkovnik (Colonel) pri Britanski kopenski vojski in Kraljevih marincih ter Group Captain (dobesedno kapitan skupine) pri Kraljevem vojnem letalstvu.
V Kraljevi vojni mornarici vsak častnik, ki poveljuje kakršnikoli ladji, velja za kapitana, ne glede na dejstvo, če častnik ima drugačen čin. Častniki s činom kapitana lahko služijo na ladjah oz. v zemeljskih bazah.
Oznaka kapitana je sestavljena iz štirih prstanov zlate izvezave s pentljo v zgornjem prstanu.